# Setzu
Setzu è un comune italiano di 126 abitanti della provincia del Medio Campidano, nella subregione storica della Marmilla. Faceva parte della XXV Comunità Montana della Giara. Partecipa per 244 ettari al territorio della Giara e le sue case sono le tipiche abitazioni contadine del Campidano note appunto come case campidanesi, con il portale d'ingresso sul cortile e di fronte l'abitazione con la «lolla». L'agricoltura era una delle maggiori fonti di sostentamento del luogo.

## Storia
La zona era popolata già in età antica, ancora oggi si possono ritrovare domus de janas e resti di torri nuragiche. Di rilevanza turistico archeologica sono proprio le domus de janas di Domu ‘e S'Orcu e  Grutta sa Perda. Probabilmente era conosciuta anche da fenici e punici.
Nel periodo Medievale appartenne al Giudicato di Arborea e fece parte della curatoria di Marmilla.  Alla caduta del giudicato (1420) passò sotto il dominio aragonese, e fu incorporato nell'Incontrada di Marmilla, feudo dei Carroz conti di Quirra. Nel 1603 entrò a far parte del Marchesato di Quirra, feudo dei Centelles.
Successivamente la signoria passò agli Osorio de la Cueva, che lo tennero fino all'abolizione del feudalesimo (1839) quando fu riscattato all'ultimo feudatario Filippo Osorio. Col riscatto dalla feudalità divenne un comune libero, amministrato da un sindaco e da un consiglio comunale.

### Simboli
Lo stemma e il gonfalone del comune di Setzu sono stati concessi con decreto del presidente della Repubblica del 9 gennaio 2001.
Il gonfalone è un drappo di giallo bordato di azzurro.

## Monumenti e luoghi d'interesse

### Architetture religiose
Ha due chiese: la più importante è dedicata al suo patrono San Leonardo ed è una chiesa seicentesca con volta a botte, l'altra è dedicata a San Cristoforo.

## Società

### Evoluzione demografica
Abitanti censiti

### Lingue e dialetti
La variante del sardo parlata a Setzu è il campidanese occidentale.

## Cultura

### Cucina
La gastronomia locale è rinomata per le carni, i funghi e le lumache.

### Eventi

#### Feste e sagre
- Sant'Ignazio da Laconi (29, 30, 31 agosto)
- Festa dell'emigrante (fine agosto, inizi settembre)
- San Leonardo (6 novembre)
- Sagra della fregola e de su pani indorau (19 agosto)

## Amministrazione
| Periodo         | Periodo         | Primo cittadino  | Partito                                     | Carica  | Note   |
| --------------- | --------------- | ---------------- | ------------------------------------------- | ------- | ------ |
| 6 giugno 1993   | 27 aprile 1997  | Rosanna Pitzalis | lista civica                                | Sindaco | [ 5 ]  |
| 27 aprile 1997  | 13 maggio 2001  | Leonardo Congiu  | lista civica                                | Sindaco | [ 6 ]  |
| 13 maggio 2001  | 28 maggio 2006  | Rosanna Pitzalis | lista civica                                | Sindaco | [ 7 ]  |
| 28 maggio 2006  | 15 maggio 2011  | Annarita Cotza   | lista civica                                | Sindaco | [ 8 ]  |
| 15 maggio 2011  | 5 giugno 2016   | Annarita Cotza   | lista civica "Insieme per Setzu"            | Sindaco | [ 9 ]  |
| 5 giugno 2016   | 10 ottobre 2021 | Francesco Cotza  | lista civica "Uniti per il Futuro di Setzu" | Sindaco | [ 10 ] |
| 10 ottobre 2021 | in carica       | Sandro Palla     | lista civica "Uniti per il Futuro di Setzu" | Sindaco | [ 11 ] |